# Mepachymerus pallidior
Mepachymerus pallidior är en tvåvingeart som först beskrevs av Becker 1924.  Mepachymerus pallidior ingår i släktet Mepachymerus och familjen fritflugor.
Artens utbredningsområde är Taiwan. Inga underarter finns listade i Catalogue of Life.